# His Duty
His Duty è un cortometraggio muto del 1909 diretto da David W. Griffith. Tratto da un racconto di O. Henry, fu uno dei primi film interpretati da Mary Pickford.

## Trama
Un poliziotto si trova davanti a una difficile decisione quando si rende conto che il fratello è un ladro.

## Produzione
Prodotto dalla Biograph Company, il film fu girato a Edgewater, New Jersey.

## Distribuzione
Distribuito dalla Biograph Company, il film - un cortometraggio di 131 metri - uscì nelle sale il 31 maggio 1909 programmato in split reel con Eradicating Aunty.